# Crevan
Otok Crevan [krevàn], je otok v Beneški laguni v Jadranskem morju, na jugu buranskega močvirja. Upravno spada pod italijansko deželo Benečija (pokrajina Benetke).
V začetku 19. stoletja so Avstrijci zgradili na njem utrdbo, ki naj bi nadzorovala dostop v laguno iz jugovzhoda. Po prvi svetovni vojni je prišel otok v zasebno last in zgradba je bila prezidana v stanovanjsko vilo, zemljišča pa so bila urejena v vrtove. Zadnji lastnik je bil podjetnik in politik Giorgio Panto, ki je leta 2006 prav blizu otoka strmoglavil z osebnim helikopterjem. Po njegovi smrti je ostal otok nenaseljen.